# Color TV Game
Color TV Game je naziv za porodicu igraćih konzola koje je izbacila japanska tvrtka Nintendo 1977. Nintendo je proizveo sljedeće inačice:
- Color TV Game 6 (1977)
- Color TV Game 15 (1978)
- Color TV Racing 112 (1978)
- Color TV Block Kusure (1979)
- Computer TV Game (1980)

Svi modeli Color TV Game imali su istu osobinu: sve igre bile su ugrađene u konzolu i nisu koristile memorijske kasete.  Ove konzole bile su uspješne u Japanu,  i njihov uspjeh je ohrabio Nintendo da stvori svoju prvu konzolu Famicom (skraćenica od Family Computer) ili u svijetu poznatije kao Nintendo Entertainment System ili skraćeno NES koja se prvo pojavila 1983 na japanskom, dok na američkom tržištu se pojavila 1985.  
|  |  |  |

|  |  |  |